# Joachim Wolf (Politiker)
Joachim Wolf (* 24. August 1959 in Sulzbach-Rosenberg) ist ein deutscher Politiker (bis 2007 SPD). Er war von 2007 bis 2023 Bürgermeister von Korntal-Münchingen.

## Leben
Wolf besuchte von 1966 bis 1970 die Volksschule in Roth bei Nürnberg und anschließend das Johannes-Kepler-Gymnasium Leonberg, wo er 1979 das Abitur ablegte. Nach dem Zivildienst am anthroposophischen Krebsforschungsinstitut in Niefern-Öschelbronn studierte er von 1980 bis 1986 Physik und Sportwissenschaft an der Universität Stuttgart und schloss mit dem 1. Staatsexamen für das Lehramt an Gymnasien ab. Von 1986 bis 1992 absolvierte er ein Promotionsstudium an der Universität Stuttgart im Bereich Biomechanik. In seiner Doktorarbeit befasste er sich mit dem Thema Ein deterministisches Modell zur Leistungsdiagnose im alpinen Skirennlauf. 
Wolf besitzt die A-Lizenz als Handballtrainer. Von 1986 bis 1999 trainierte er nebenberuflich die Oberliga-Mannschaft der SV Böblingen. Von 1989 bis 1999 war er wissenschaftlicher Koordinator am Olympiastützpunkt Stuttgart. Während den Alpinen Skiweltmeisterschaften 1991 war er nebenberuflich Cheftrainer der brasilianischen Ski-Alpin-Nationalmannschaft. Von 1992 bis 1999 hatte er einen Lehrauftrag an der Universität Stuttgart für die Gebiete Biomechanik, Trainingswissenschaft, Angewandte Informatik und Skilauf. Von 1999 bis 2007 war er Leiter des Schul-, Sport- und Bäderamtes der Stadt Sindelfingen.
Im Frühjahr 2007 wurde Wolf mit knapp 60 Prozent der Stimmen zum Bürgermeister von Korntal-Münchingen gewählt. Er trat das Amt im Juli 2007 an. Am 26. April 2015 wurde er mit 89,6 Prozent der Stimmen für eine zweite Amtszeit wiedergewählt. Bei der Bürgermeisterwahl 2023 trat er nicht erneut an. Wolf schied am 7. Juli 2023 aus dem Amt aus; Alexander Noak folgte ihm nach.
Bis zu seiner Wahl im Jahr 2007 gehörte Wolf der SPD an. Anschließend war er parteilos. Bei der Kommunalwahl 2024 trat er für die Freien Wähler sowohl bei der Wahl zur Regionalversammlung des Verbands Region Stuttgart als auch bei der Wahl zum Gemeinderat in Stuttgart an. Er verfehlte jeweils den Einzug in das Gremium.
Wolf wohnt im Stuttgarter Westen. Er ist seit 1986 verheiratet und hat drei Kinder. Die Handballspielerin Louisa Wolf ist seine Tochter.

## Ehrenamtliche Engagements
- Mitglied des Board of Directors der International Society of Biomechanics in Sports
- Ehrenamtlicher Richter beim Landgericht Stuttgart
- Mitglied der Sozialdemokratischen Partei Deutschlands (bis August 2007)
- Mitglied des Vorstands der Fördergesellschaft Olympiastützpunkt Stuttgart
- Mitglied des Vorstands der Arbeitsgemeinschaft Deutscher Sportämter
- Mitglied des Sportausschusses des Deutschen Städtetags
- Mitglied des Ausschusses für Schule, Kultur und Sport des Städtetags Baden-Württemberg
- Vorsitzender des Zweckverbands Strohgäu-Wasserversorgung
- Mitglied des Verwaltungsrats des Zweckverbands Strohgäubahn
- Mitglied des Verwaltungsrats des Zweckverbands Landeswasserversorgung
- Mitglied des Verwaltungsrats des Zweckverbands Bodensee-Wasserversorgung
- Mitglied des Personalausschusses des Zweckverbands Bodensee-Wasserversorgung
- Vorsitzender des Aufsichtsrats der Energieversorgung Strohgäu GmbH & Co. KG
- Vizepräsident des Handballverbands Württemberg
- Mitglied des Vorstands des Landesverbandes der Musikschulen Baden-Württemberg
- Mitglied des Vorstands der Sportregion Stuttgart

## Werke (Auswahl)
- Ein deterministisches Modell zur Leistungsdiagnose im alpinen Skirennlauf. Verlag Sport und Buch Strauss, Köln 1992, ISBN 978-3-89001-035-9.